# Quintino de Lacerda
Quintino de Lacerda (Itabaiana, 8 de junho de 1839 - Santos, 10 de agosto de 1898) foi um ex-escravo que se tornou herói abolicionista, líder do Quilombo do Jabaquara, primeiro vereador negro do Brasil e recebeu a patente de Major honorário do Exército Nacional.
Primeiro líder político negro de Santos, participou ativamente de, pelo menos, dois grandes eventos nacionais: a Revolta da Armada e o processo de desestruturação do sistema escravista no Brasil, considerado o mais atuante fomentador da abolição no litoral paulista.

## Biografia
Quintino de Lacerda nasceu escravo em 1855, na cidade serrana de Itabaiana, em Sergipe. Vendido como escravo aos 19 anos por seu senhor, Major Antonio dos Santos Leite, para Santos durante o crescimento do comércio interno de escravos entre as províncias do país após a proibição do comércio atlântico, foi escravo de ganho doméstico - cozinheiro - de Joaquim e Antônio Lacerda Franco. Inteligente, ativo, dócil e simpático, afeiçoou-se à família de seu novo senhor, de quem adotou o sobrenome e com suas filhas estudou os rudimentos da leitura e da escrita, conseguindo, após 8 anos de serviços como escravo, a carta de alforria.

Sua influência e poder de sedução eram tão grandes, seu nome tão querido e respeitado, que os abolicionistas da cidade, não podendo mais conter em suas casas o crescente número de negros fugidos das fazendas, dirigiram-se a sua figura, por intermédio de Lacerda Franco, para que Quintino organizasse e assumisse o comando do reduto estabelecido nas matas do Jabaquara. Quintino de Lacerda tornou-se, nas duas últimas décadas do século XIX no Brasil, uma figura central nos movimentos sociais e debates políticos que surgiam nesses agitados anos.
"Assim, durante os dez anos posteriores à aprovação da Lei Áurea, a população de cor santista conclamara Quintino de Lacerda como figura central para o sucesso de seus anseios."

## Líder do Quilombo do Jabaquara
Chefe do Quilombo do Jabaquara, garantiu abrigo a escravos fugitivos de toda a região do planalto, que em Santos buscavam defesa. Assumiu a função de comandar arriscadas fugas e chefiar os escravos, atingindo o auge de suas ações abolicionistas em 1888. Antônio da Silva Jardim, famoso republicano radical, chegou a atribuir o sucesso do Quilombo à Quintino de Lacerda em seu livro Memórias e viagens (1891)  "Era aí que se achava o célebre quilombo do Jabaquara, protegido pela população, ao qual muitos comerciantes forneciam mantimentos, a pedido do chefe negro Quintino de Lacerda".
O Quilombo do Jabaquara, na descrição de Antonio da Silva Jardim, era verdadeiramente intransponível, defendido pelas encosta do morro do Jabaquara e com um único caminho de acesso permanentemente guardados por sentinelas de Quintino. Os 2023 cativos que habitavam o quilombo do Jabaquara vieram as ruas dia 13 de maio de 1888, quando o decreto que extinguia o cativeiro chegou a Santos, cidade que considerava, desde 1886, abolida a escravidão de seu território. Dez dias de festas populares, passeatas e luminárias sucederam aquele 13 de maio. Quintino recebeu homenagens por parte das comissões organizadoras dos festejos e foi considerado ídolo do povo santista.
Quintino de Lacerda era um personagem interessante e contraditório. Foi célebre em Santos, ocupando o noticiário dos jornais e recebendo elogios das autoridades. Ao mesmo tempo em que defendia os direitos dos negros libertos, principalmente o de permanecer nas terras do quilombo após a abolição, Quintino era cooptado pelas elites locais, que se utilizavam de seus serviços e aproveitavam de sua liderança sobre os negros, assim como muitos negros revertiam em proveito próprio a influência e moral que o abolicionista dispunha.

Apesar de sua conduta controversa, que misturava aparente submissão a brancos com atitudes de proteção aos escravos que chegavam a Santos, o ex-escravo sergipano tornou-se respeitado entre negros e brancos pela sua valentia, fosse nos conflitos com autoridades que perseguiam cativos fugitivos em plena serra do Mar, fosse em brigas na rua para defender homens da elite a ele associados
"Exatamente por viver as duas experiências, de escravo e liberto, e os dois momentos, o anterior e o posterior a esse marco cronológico, sambando de um lado para o outro entre imigrantes, homens poderosos, escravos e ex-escravos, é que Quintino de Lacerda proporciona a oportunidade de discutir temas ligados às possibilidades de cidadania para a população oriunda do cativeiro, como os embates em relação à ocupação do Jabaquara e a participação política dos ex-quilombolas do Jabaquara na cidade de Santos após a proclamação da Abolição e da República."

## Major do Exército Brasileiro
Com a abolição da escravidão e a proclamação da República, Quintino manteve-se incontestável como liderança na zona portuária de Santos, muitas vezes ao lado da ordem. Logo após a Lei Áurea, organizou um batalhão, imbuído do cargo de capitão, com o objetivo de derrubar o trono brasileiro. Com a Proclamação da República, pouco depois. é promovido a Major honorário, patente distribuída ao mais dignos, capazes. Atuou ativamente na greve de 1891, organizando e chefiando as chamadas “turmas de homens de cor” contra os trabalhadores portuários imigrantes grevistas. Em 1893 Quintino foi condecorado major honorário do exército brasileiro, por sua atuação durante a Revolta da Armada, assumindo o controle do porto de Santos, com o intuito de defender o então presidente da República, o Marechal Floriano Peixoto. Quintino teria sido um dos primeiros a oferecer seus serviços "à causa da legalidade, pondo ao dispor do governo do Marechal Floriano toda a sua dedicação e a de muitos amigos seus". durante a revolta.
"Tão logo foi proclamada a República, houve manifestos de políticos santistas a favor do novo regime e Eugênio Wansuit, junto com o chefe do Jabaquara, Quintino de Lacerda, convocaram os “homens de cor” para uma reunião no Teatro Guarani, que ocorreu cheia de discursos acalorados e vivas “ao Exército, à Armada, ao General Deodoro, aos Governos Provisórios e à República”. Esta situação ajuda a entender porque em 1893, quando estourou a Revolta da Armada e Santos se tornou um dos alvos dos revoltosos, pela posição estratégica, Quintino de Lacerda organizou o seu Batalhão Silva Jardim, composto por homens brancos e negros, para tomar conta da ponte sobre o Rio Casqueiro, em Cubatão."

## Vida política
Durante o mesmo período, lança-se à luta política, incorporando, pela primeira vez, os negros ao processo político na cidade. Amigo do abolicionista Antonio da Silva Jardim e do governador Bernardino de Campos, Quintino foi a ponte entre a elite branca e os negros libertos em Santos. Foi eleito vereador da Câmara Municipal em 1895, mas impedido de tomar posse pelos outros vereadores, que se negavam a compartilhar o poder com um negro. Sua eleição faz eclodir uma grande crise política fomentada pelos setores racistas. A batalha judicial que se segue chega aos tribunais paulistanos, e termina com a vitória de Quintino. Prevendo o desfecho em favor do líder negro, o presidente da Câmara, Manoel Maria Tourinho, renunciou ao mandato, seguido pelo vereador Alberto Veiga. O novo presidente, José André do Sacramento Macuco, foi obrigado a empossar Quintino.
"Suas ações na década de 1890 demonstram como a campanha abolicionista e o capital simbólico adquirido por aqueles indivíduos que lutaram em prol da causa permaneceram sendo acionados nos jogos políticos que vieram a ser desenhados durante o pós-abolição."

## Morte
Morreu em 10 de agosto de 1898. Seu enterro foi acompanhado por um grande número de pessoas, um testemunho do reconhecimento de sua importância histórica; seus restos mortais estão sepultados na Campa n.º 42, localizada no Jazigo da I.S.B. Irmandade São Benedito, no cemitério municipal do Paquetá, localizado na cidade de Santos/SP.
Com sua morte, Quintino de Lacerda deixou órfão três filhos, Alzira, com 13 anos, Arcelino, com 12 anos, e Sabina, com 7 anos. Quintino teve, ao todo, quatro filhos. Porém seu filho Januário faleceu com 8 anos antes da morte de Quintino. Sua esposa, Maria Isidora de Sousa, havia falecido exatamente um ano antes, no dia 20 de agosto de 1897. Homem bem relacionado, morreu rico, deixando extensa lista de bens, móveis e imóveis para seus herdeiros, incluindo um pequeno tesouro amealhado em jóias de ouro e moedas de prata.
Seu nome também foi lembrado em sua terra natal, onde denominaram uma artéria pública com seu nome no centro da cidade (Rua Quintino de Lacerda) e reconheceram-no pelo seu legislativo municipal, como Herói Negro de Itabaiana, considerando o 8 de junho como o Dia Municipal de Luta da Consciência Negra em sua homenagem gravada em 20 de setembro de 2001.

## Medalha Quintino de Lacerda
A resolução da Prefeitura de Santos nº99/2000, de 8 de junho de 2000 decreta a criação da medalha Quintino de Lacerda, a ser concedida anualmente a três pessoas físicas e três pessoas jurídicas que tenham merecido a distinção, pela relevância do seu trabalho em defesa da integração racial, solidariedade e fraternidade, em quaisquer área de atividade. A medalha é entregue desde 2000, no dia 13 de maio, na sala Princesa Isabel.